# Dhimal (Sprache)
Dhimal ist eine sinotibetische Sprache, die von etwa 17.000 Menschen in Nepal und einigen hundert in Indien gesprochen wird.
Zusammen mit dem Toto bildet Dhimal die kleine genetische Einheit Dhimal-Toto innerhalb der bodischen Sprachen, die eine Untereinheit des Sinotibetischen darstellen.

## Geographische Verbreitung und Dialekte
In Nepal wird Dhimal nach der Volkszählung von 2001 von etwas über 17.000 Menschen in den Distrikten Jhapa (Mechi-Zone) und Morang (Koshi-Zone) in rund 75 Dörfern gesprochen. Der Kankai-Fluss bildet die Grenze zwischen den östlichen und westlichen Dialekten, die etwa 80 % des Wortschatzes gemeinsam haben. In Indien wird Dhimal von rund 500 Menschen in Westbengalen in 16 Dörfern gesprochen.
Die meisten Dhimal-Sprecher in Nepal beherrschen auch Nepali, allerdings nur selten fließend und noch seltener schriftlich. Dhimal wird von allen Altersklassen zu Hause und in den Dörfern gesprochen, die Kinder wachsen mit dieser Sprache auf. Dhimal wurde von der nepalesischen Regierung als offizielle Nationalität anerkannt.

## Linguistische Eigenschaften
Wie fast alle tibetobirmanischen Sprachen hat auch Dhimal die Satzstellung SOV (Subjekt-Objekt-Verb). Das Nomen steht nach seinen näheren Bestimmern wie Genitivattribut, Adjektivattribut und Zahladjektiven, es werden Postpositionen verwendet. Dhimal ist keine Tonsprache.